# 歐洲房車錦標賽
歐洲房車錦標賽（英語：European Touring Car Championship）是由國際汽聯舉辦的國際性房車賽事，曾經有過兩段賽季，第一段由1963年至1988年舉行，第二段由2000年至2004年舉行。現已停辦，並由世界房車錦標賽和歐洲房車盃取代。

## 第一次舉辦
這項事賽是由威利·史騰加（Willy Stenger）在國際汽聯的指示下負責統籌舉辦，當時名叫歐洲房車挑戰賽（European Touring Car Challenge）。採用國際汽聯第二組別改良賽例，這容許了許多不同大小和引擎容積的賽車同場參與，小至快意600和迷你、大至積架麥克二型和平治300SE都有參賽。首屆總冠軍由德國的彼得·洛卡所駕駛的積架奪得。1968年，賽例的變更容許了第五組別的賽車參加，但只用了兩年又再改例。
1970年這項賽事改名為歐洲房車錦標賽，並再採用第二組別的賽例，並在改車上有更大的自由度。1977年改例，除第二組別外，也容許第一組別的乙級車輛參賽。1982年，國際汽聯將第一和第二組別的賽例換為N組和A組賽例，不過當年開始就沒有N組車參加，所有參賽的車輛都屬於A組。
1988年賽季完結後，這項比賽因財政問題而停辦，自此在往後幾年間，澳門東望洋大賽、斯帕24小時賽和紐伯林24小時賽成了當時主要的國際房車賽事。而因為各國本土超級房車賽的成功和吸引力，國際汽聯在1993年至1995年間曾舉行世界超級房車盃賽事。1996年轉而推廣德國房車錦標賽，不過卻同樣因財政問題舉行了一年便停辦了。

## 第二次舉辦
在2000年，國際汽聯將意大利超級房車錦標賽改格為歐洲超級房車盃，並於翌年再變為歐洲房車錦標賽重新登場；採用超級房車賽例並附加容許超級生產的車輛參賽。2002年改為採用超級2000賽例。2005年，這項賽事改制為世界房車錦標賽。

## 外部連結
- 歐洲房車盃
- European Touring Car Championship history
- European Touring Car Championship race results & images – 1967 to 1988 （页面存档备份，存于）
- FIA STC Article 262